# Juan Ángel Albín
Juan Ángel Albín Leites (* 17. července 1986, Salto, Uruguay) je uruguayský fotbalový záložník, který v současnosti hraje za rumunský klub FC Petrolul Ploiești.

## Klubová kariéra
V září 2013 přestoupil ze španělského Espanyolu do rumunského týmu FC Petrolul Ploiești, kde se setkal se svým bývalým spoluhráčem z Getafe CF Cosminem Contra, který dělal v klubu trenéra. S Petrolulem se představil v Evropské lize UEFA 2014/15.